# Halles de Dives-sur-Mer
Les halles de Dives-sur-Mer sont un édifice situé à Dives-sur-Mer, en France.

## Localisation
Le monument est situé dans le département français du Calvados, dans le centre-ville de Dives-sur-Mer, place de la République.

## Historique
Les halles sont datées du XIVe siècle et XVe siècle et sont liées au droit de marché de la baronnie. Un aveu du 16 septembre 1454 est rendu par Charles VII à l'abbé Hughes de Juvigny.
Cinq travées sont ajoutées au XVIe siècle.
L'édifice du XIVe siècle est classé au titre des monuments historiques depuis le 3 janvier 1918.

## Architecture
L'édifice possède 15 travées.
Les fermes de la charpente permettent d'avoir des galeries en bas-côtés de part et d'autre du vaisseau central.